# Acuario de la Florida
El Acuario de la Florida (en inglés: The Florida Aquarium) es una organización sin fines de lucro y una institución pública que se encuentra en Tampa (Florida, Estados Unidos). Es un acuario de gran tamaño, con un espacio de 250.000 pies cuadrados (23.000 m²) que está acreditado por la Asociación de Zoológicos y Acuarios. Lidera programas de conservación y educación, pues apoya programas para la vida silvestre, con un fuerte componente educativo mediante campamentos de verano, excursiones escolares, etc. La instalación alberga más de 7.000 plantas y animales acuáticos de la Florida y de todo el mundo. Se sitúa en el Distrito del Canal, en el centro de Tampa. Abrió sus puertas en marzo de 1995 como una entidad financiación privada, y se convirtió en una asociación público-privada cuando la ciudad de Tampa se hizo cargo de su deuda en 1999. El 18 de abril de 2012, la sección de Florida de la AIA lo incluyó en su lista de Arquitectura de Florida: 100 años. 100 lugares.
El 8 de mayo de 2017, se anunció la contratación de Roger Germann como nuevo presidente y director ejecutivo del acuario. Germann provenía del Acuario John G. Shedd de Chicago, donde había sido vicepresidente ejecutivo durante 16 años, y también había formado parte del consejo asesor de la Oficina del Programa Nacional de los Grandes Lagos de la Agencia de Protección Ambiental de Estados Unidos.